# Roman Zimand

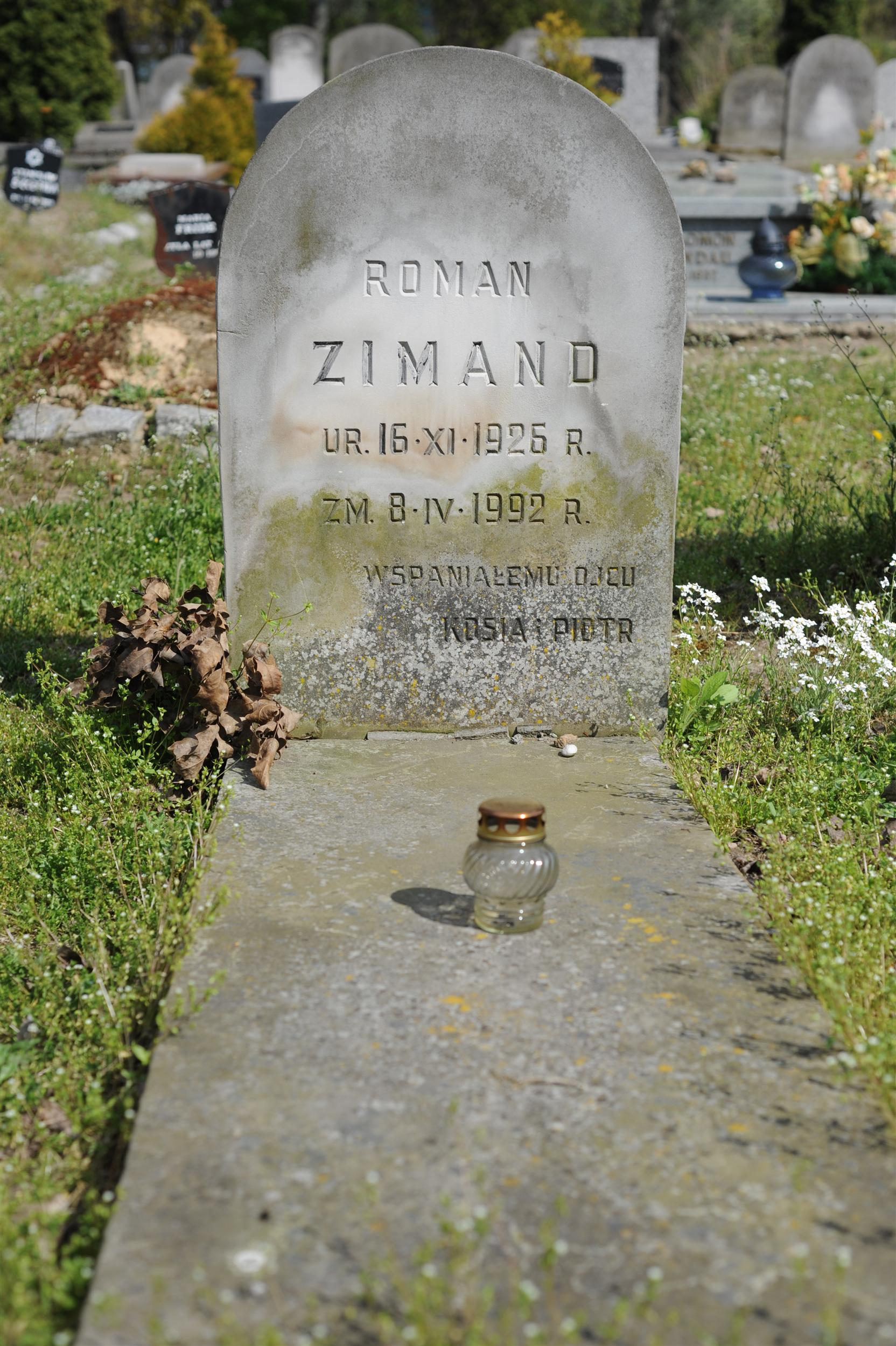
Grób Romana Zimanda na cmentarzu żydowskim przy ulicy Okopowej w Warszawie

Roman Zimand ps. „Leopolita” (ur. 16 listopada 1926 we Lwowie, zm. 8 kwietnia 1992 w Warszawie) – polski krytyk literacki, historyk literatury i publicysta żydowskiego pochodzenia.

## Życiorys
Pochodził z rodziny właściciela tartaku w Kamionce Strumiłowej. Jego ojca aresztowali sowieci w 1940. W latach 1940–1945 przebywał wraz z matką na zesłaniu w Kazachstanie. Początkowo uczęszczał tam do polskiego gimnazjum, a następnie do rosyjskiego technikum felczerskiego. Po powrocie do Polski osiedlił się we Wrocławiu. Początkowo studiował medycynę, a następnie przeniósł się na socjologię (Wydział Humanistyczny Uniwersytetu Wrocławskiego), gdzie udzielał się w organizacjach lewicowych.
W 1945 był publicystą „Trybuny Dolnośląskiej”. Od 1945 do 1948 należał do Polskiej Partii Robotniczej, a od 1948 do 1957 do Polskiej Zjednoczonej Partii Robotniczej. Od 1948 do 1949 był sekretarzem redakcji „Po prostu”. Od 1949 do 1950 pracował jako redaktor w Wydziale Wydawniczym Centralnej Szkoły PZPR. Od 1951 do 1954 wykładał materializm historyczny i estetykę marksistowską na Uniwersytecie Warszawskim, w Akademii Sztuk Pięknych oraz w Instytucie Kształcenia Kadr Naukowych przy KC PZPR. Od 1954 do 1958 był redaktorem „Trybuny Ludu”.
W latach 1956–1957 ponownie był redaktorem tygodnika „Po Prostu”. Następnie w latach 1958–1992 pracował w Instytucie Badań Literackich Polskiej Akademii Nauk. W 1972 otrzymał tytuł profesora. Współpracownik paryskiej Kultury, gdzie publikował pod pseudonimem Leopolita. Współpracownik Polskiego Porozumienia Niepodległościowego. W 1980 był jednym z założycieli Towarzystwa Popierania i Krzewienia Nauki. Sprowadzał z zagranicy zakazany sprzęt poligraficzny, organizował pomoc finansową dla rodzin represjonowanych.
Po wprowadzeniu stanu wojennego w 1981 internowany i od tego roku objęty zakazem publikacji. 
Pochowany na cmentarzu żydowskim przy ulicy Okopowej w Warszawie (kwatera 2, rząd 9).
Odznaczony pośmiertnie Krzyżem Oficerskim Orderu Odrodzenia Polski przez Prezydenta RP Lecha Kaczyńskiego postanowieniem z dnia 18 lutego 2009.

## Twórczość
- 1961: Trzy studia o Boyu
- 1964: Dekadentyzm warszawski
- 1979: W nocy od 12 do 5 rano nie spałem
- 1981: Trzy szkice z lat 1978–1979
- 1982: Miłosz, Tyrmand, Zinowiew
- 1983: Teksty cywilne przez Leopolitę
- 1984: Wojna i spokój
- 1985: Orwell i o nim
- 1987: Moim zdaniem; Las rzeczy politycznych
- 1989: Czas normalizacji
- 1990: Diarysta Stefan Ż. ISBN 978-83-04-03519-5
- 1992: Materiał dowodowy – szkice drugie